# تارا لين هارت
تارا لين هارت هي مغنية كندية، ولدت في 11 أبريل 1978.